# Авдулины
Авдулины — дворянский род.
Потомство боярского сына Василия Дмитриевича Авдулина, верстанного поместным окладом в 1609 году. Род записан в VI части родословных книг Владимирской, Костромской и Санкт-Петербургской губерний. Известны два брата, русские командиры Отечественной войны 1812 года, правнуки Василия Дмитриевича:
- Алексей Николаевич (1776—1838) — генерал-майор. Жена — Екатерина Сергеевна Яковлева (1788—1832) — внучка Саввы Яковлева.
- Михаил Николаевич (? — 1832) — генерал-майор.

Есть ещё несколько дворянских родов Авдулиных более позднего происхождения.

## Описание герба
Щит поделен горизонтально на две части. В верхней голубой части золотой длинный крест, под ним серебряный полумесяц рогами вниз. В нижней красной части накрест две серебряные изогнутые сабли остриями вверх с золотыми рукоятками, под ними стремя.
На щите дворянский коронованный шлем. Нашлемник: три страусовых пера. Намёт на щите голубой, подложенный серебром. Герб Авдулиных внесен в Часть 19 Сборника дипломных гербов Российского Дворянства, невнесенных в Общий Гербовник, стр. 1.